# Jacob Maurits Carel van Utenhove van Heemstede

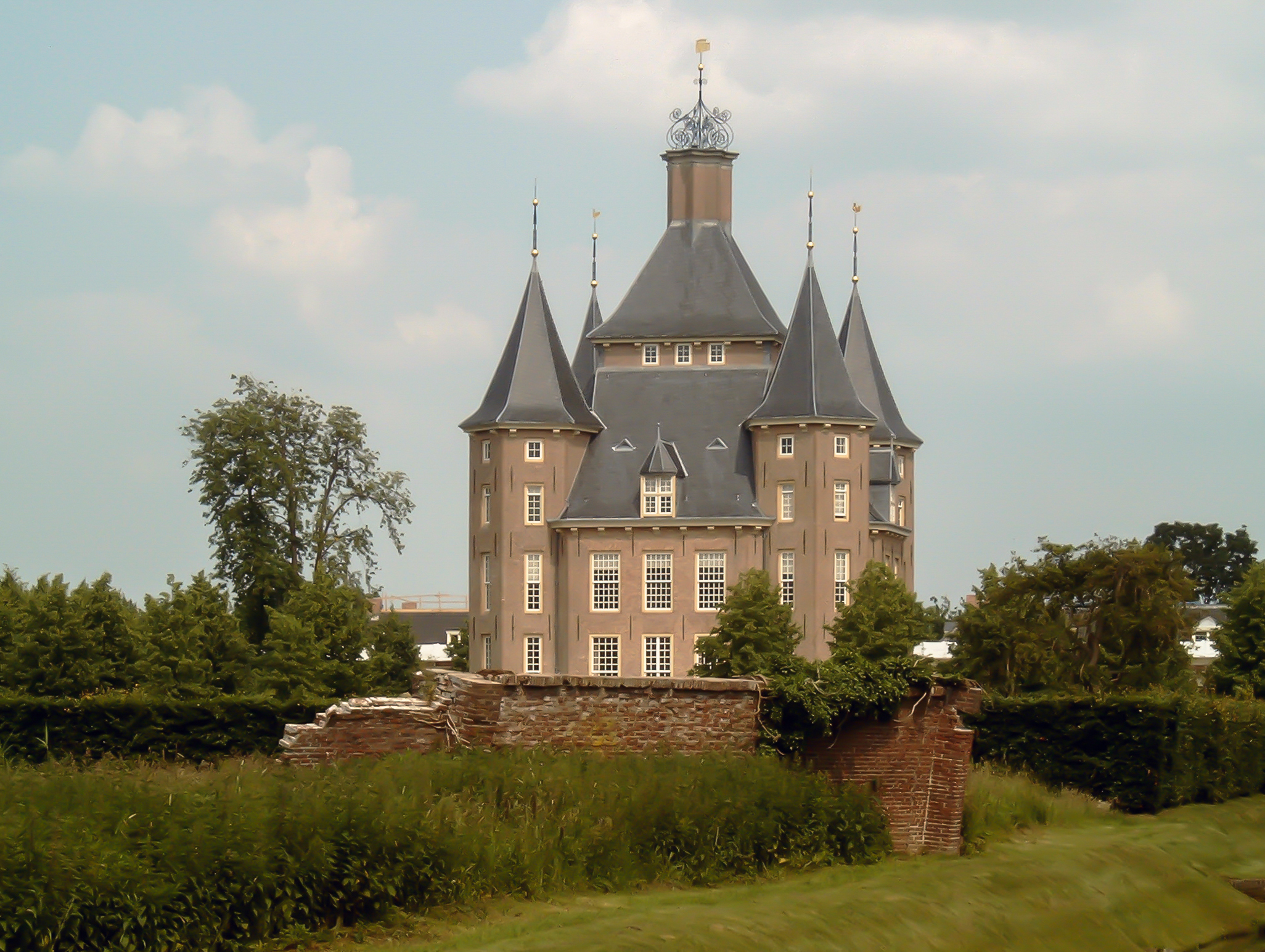
Kasteel Heemstede

Jacob Maurits Carel baron van Utenhove, heer van Heemstede (Utrecht, 26 juli 1773 – Lienden, 1 september 1836) was een Nederlands astronoom en politicus.

## Levensloop
Jacob van Utenhove, lid van de familie Van Utenhove, werd geboren als een zoon van Willem Hendrik van Utenhove, heer van Heemstede 1781- (door koop) (1752-1784) en Clara Charlotta de Geer (1753-1803). Hij studeerde eerst voor een korte tijd Griekse en Romeinse letteren aan de Hogeschool Utrecht. Daarna studeerde hij astronomie en wiskunde aan dezelfde instelling. Hij begon zijn carrière als weer- en sterrenkundige bij de Utrechtse sterrenwacht. Daarna functioneerde Van Utenhove als lid van de Provinciale Staten van Utrecht. Van 8 augustus 1815 tot 19 augustus 1815 was hij buitengewoon lid van de Staten-Generaal van de Nederlanden en van 20 oktober 1818 tot 18 oktober 1830 was hij werkzaam als lid van de Tweede Kamer der Staten-Generaal.

## Persoonlijk
Op 2 juli 1819 te Jutphaas trouwde Van Utenhove met jkvr. Justine Jeannette Gertrude Rutgers van Rozenburg, vrouwe van Heemstede 1836- (1798-1880), lid van de familie Rutgers van Rozenburg. Uit dit huwelijk werden geen kinderen geboren.